# 米堤歐衛星八號
米堤歐卫星八號屬於气象卫星 ，又称为MSG-1。 米堤歐衛星系列由EUMETSAT在米堤歐过渡计划（MTP）和第二代米堤歐（MSG）计划下运行，並曾因对第一個预測将撞击地球的隕石2008 TC3，进行拍攝而聞名。  这颗欧洲的气象卫星在发射于2002年8月28日，由亞利安五號G型運載火箭 V155送至地球静止轨道 。 
米堤歐衛星八號的固态功率放大器SSPA-C在2002年10月发生故障，但氣象儀器仍正常運作。 
2007年5月22日，卫星发生了意外的轨道变化。 最出評估結果为衛星被未知物体击中，但后来被認为評估有誤。  在改变轨道的同时，热保护装置也损坏。 随后的调查認為米堤歐八號轨道变化，是由于覆蓋其上的隔熱物質脫落，造成大量質量脫落所致。 米提歐八號仍在运行，并且自2013年4月起，成为米堤歐衛星十號的0度全球扫描服务、米堤歐衛星九號的欧洲快速扫描服务的備用衛星。 
由于搭載的太陽感測器資料出现问题，米堤歐衛星八號于2012年5月切换为在地球感測器模式下运行。 修改地面影像处理系统后，快速扫描服务的影像品質回复到正常水準。 
2016年6月29日，EUMETSAT批准将米堤歐衛星八號移至東經41.5°處，以取代米堤歐衛星七號，继续提供印度洋資料覆盖（IODC）。  米堤歐衛星八号于9月21日到达東經41.5°。米堤歐衛星八號與七號的 IODC 資料与于10月20日开始並行發布。  2017年2月1日，米堤歐衛星八號取代米堤歐衛星七號，成为EUMETSAT官方在印度洋的地球静止卫星。   
米堤歐八號預計將在2020年的某个时候用完燃料。 

## 航天器设计
| 波长     | 編號 | 簡稱 | 中心波長 (µm) | 赤道帶 水平解析度 (km) | 偵測範疇                       |
| -------- | ---- | ---- | ------------- | ---------------------- | ------------------------------ |
| 可見光   | 1    | VS   | 0.635         | 3                      | 植被、低雲與霧、彩色圖像（紅） |
| 近紅外線 | 2    | N1   | 0.810         | 3                      | 植被、氣膠                     |
| 近紅外線 | 3    | N2   | 1.640         | 3                      | 雪/冰识别，云相态              |
| 紅外線   | 4    | I4   | 3.90          | 3                      | 低雲族與霧、自然火災           |
| 紅外線   | 5    | WV   | 6.25          | 3                      | 對流層高层水汽                 |
| 紅外線   | 6    | W3   | 7.35          | 3                      | 对流层低层水汽                 |
| 紅外線   | 7    | MI   | 8.70          | 3                      | 雲相判別、二氧化硫             |
| 紅外線   | 8    | O3   | 9.66          | 3                      | 臭氧含量                       |
| 紅外線   | 9    | IR   | 10.80         | 3                      | 雲圖像、雲頂資訊               |
| 紅外線   | 10   | I2   | 12.00         | 3                      | 雲圖像、海面溫度               |
| 紅外線   | 11   | CO   | 13.40         | 3                      | 雲頂高度                       |